# Eitzing
Eitzing es un municipio de Austria, en el distrito de Ried im Innkreis, en la región de Innviertel, del estado de Alta Austria. Su población en 2008 era de 728 habitantes.
El municipio ocupa un área de 8,62 km². El 13,8% de su superficie está cubierta de bosque, mientras que el 77% se dedica a la agricultura. Agrupa los lugares de Bankham, Ertlberg, Hofing, Kirchberg, Obereitzing, Probenzing, Sausack, Untereitzing, Ursprung y Wöppelhub.
Sobre la colina encima de Obereitzing se encuentran las ruinas del castillo de los senõres de Eitzing.

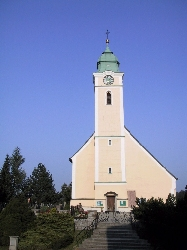
Iglesia parroquial de Eitzing.

- Datos: Q666030
- Multimedia: Eitzing / Q666030

1. ↑  Worldpostalcodes.org, código postal n.º 4970.